# Vincas Algirdas Pranckietis

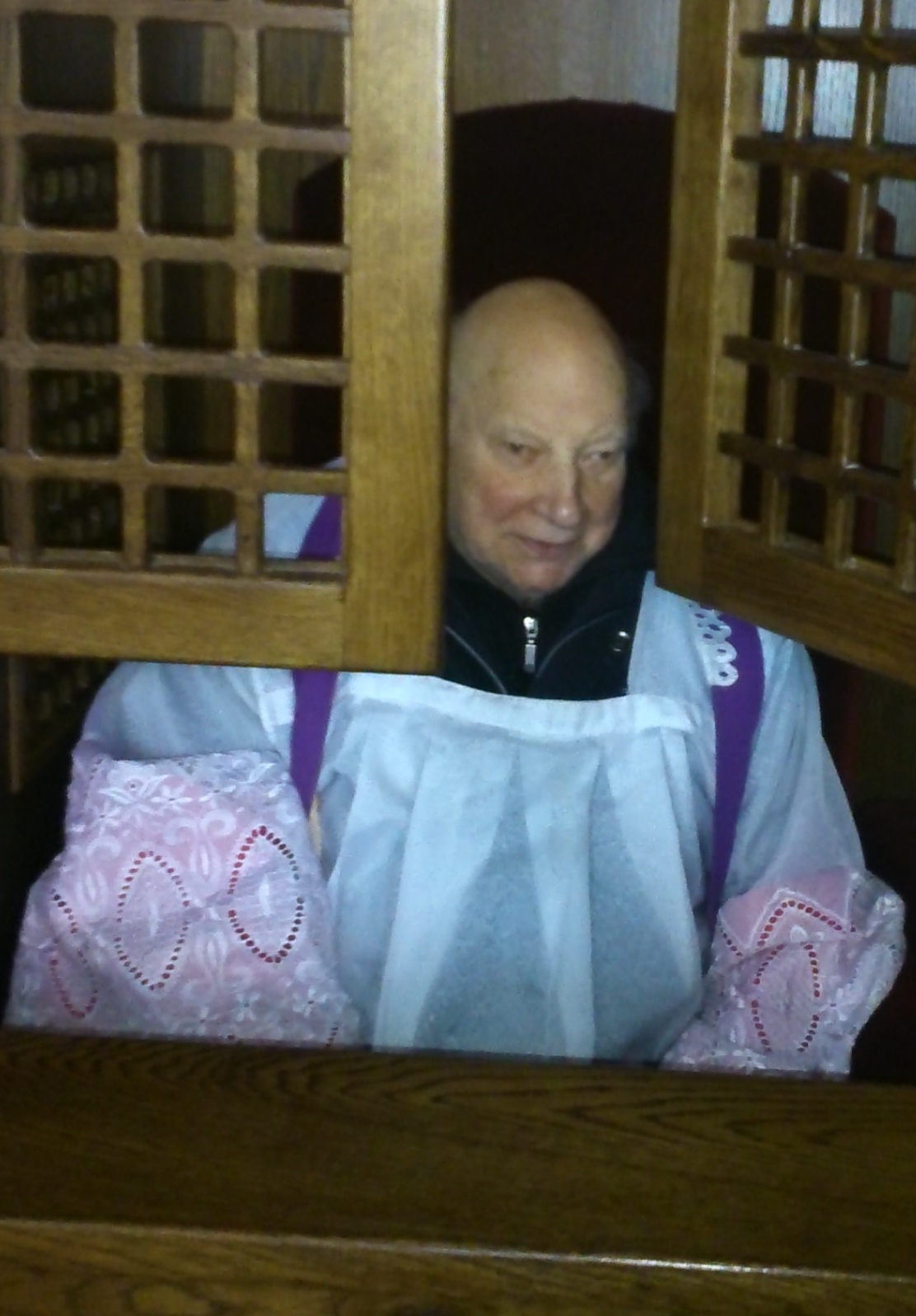
Vincas Algirdas Pranckietis (2014)

Vincas Algirdas Pranckietis (* 7. Januar 1923 in Laba, Rajongemeinde Radviliškis; † 3. Mai 2016 in Jonava) war ein litauischer römisch-katholischer Priester und Ehrenbürger der Rajongemeinde Jonava.

## Leben
Vincas Algirdas Pranckietis, Sohn einer Großbauernfamilie, besuchte Schulen in Laba, Vabaliai und Smilgiai sowie das Gymnasium in Šeduva bei Radviliškis. Auf Initiative seines Onkels Augustinas Pranckietis (1886–1986), Pfarrer und ehemaliger Solowki-Lager-Häftling, trat er 1943 in das Priesterseminar Kaunas ein. Am 31. Oktober 1948 empfing er durch Bischof Kazimieras Paltarokas die Priesterweihe.
1949 wurde er mit fünf anderen Priestern und sieben Seminaristen von der Sicherheitspolizei verhaftet und nach Sibirien deportiert. Er war auf der Insel Olchon im Baikalsee in der Industriefischerei eingesetzt. Von 1955 bis 1959 arbeitete er als Fahrer in Ussolje-Sibirskoje und als Buchhalter beim Bau des Wasserkraftwerks in Angarsk. Zudem war er in der pastoralen Arbeit aktiv und besuchte die deportierten Litauer und Deutschen in den fernen Taiga-Orten. 1958 kam er frei mit der Auflage, überall in der Sowjetunion zu leben, aber eben nicht in Litauen. Pranckietis kehrte 1959 nach Litauen zurück, der damaligen Litauischen Sozialistischen Sowjetrepublik. 1960 entzog der sowjetische Religions-Beauftragte die Erlaubnis als Priester tätig zu sein und empfahl ihm Litauen zu verlassen. Von 1961 bis 1962 arbeitete er zunächst als Holzfabrikarbeiter in Kaunas. Juozapas Stankevičius erlaubte ihm, im Dom Kaunas zu arbeiten.
1962 erhielt er die Erlaubnis als Geistlicher zu arbeiten, 1965 wurde er Pfarrer von Siesikai. Von 1974 bis 1994 war er Administrator der Pfarrgemeinde Jonava und Dechant von Jonava. 2011 hielt er mit 88 Jahren immer noch die Heilige Messe.
Pranckietis schrieb vier Bücher und war Mitautor des Buchs  „Requiem: broliai kunigai – aukos dvasia“ (2001).
Am Morgen des 3. Mai 2016 wurde Pranckietis zum Krankenhaus Jonava gebracht, wo er starb. Er wurde am 6. Mai 2016 auf dem Kirchhof der Kirche Jonava bestattet.

## Ehrungen
- 1991: Kaplan Seiner Heiligkeit (Monsignore), Ernennung durch Papst Johannes Paul II.
- 2000: Ehrenbürger der Rajongemeinde Jonava

## Schriften
- Baikalo žvejys, 1998 (dt. Fischer vom Baikal)
- Ne vien duona..., 2000 (Nicht nur Brot...)
- Vynmedis ir jo šakelės, 2005 (Weinrebe und ihre Zweige)
- Padraugaukime, 2008 (Befreunden wir uns, Briefesammlung)
- Requiem : broliai kunigai – aukos dvasia : jautrusis Albinas Budrikis, MIC, kunigas-tremtinys Julijonas Budrikis nuotraukose ir prisiminimuose / [sudarytoja Eugenija Urbaitienė]. – [Kaunas] : Naujasis lankas, 2001. – 77, [1] p. : iliustr. – Turinyje aut.: ir Vincas Pranckietis.